# Crédit municipal de Nîmes
Le Crédit municipal de Nîmes, anciennement mont-de-piété, dit « Ma tante », est une institution financière créée à Nîmes par l'ordonnance de Charles X du 6 mars 1828.

## Historique
Du mont-de-piété au Crédit municipal de Nîmes.
Les monts-de-piété prennent racines dans le Moyen Âge où l’usure est un fléau pour le peuple.
C’est le moine italien Barnabé de Ternie, qui, venu prêcher à Pérouse vers le milieu du XVe siècle lancera l’idée de faire une quête dont le montant devra servir à constituer une banque charitable où ceux qui manqueront d’argent pour vivre, pourront venir emprunter de petites sommes, sans intérêt, en laissant un gage de sûreté. 
Appelé Monto di Pio (monte, dans le sens de masse), le fonds du mont-de-piété n’est alors pas seulement constitué d’argent mais de grains et autres denrées.
Héritière des monts-de-piété, les Caisses de Crédit municipal sont des établissements publics d’aides sociales. C’est sur ce principe qu’elles développent l’activité de prêts sur gages dont l’objectif est de permettre une solution rapide et digne à un problème ponctuel de trésorerie.
Elles ont également un rôle dans la lutte contre l’exclusion bancaire à travers leurs activités de banque pour les particuliers.
Le mont-de-piété de Nîmes est né paraît-il d’une erreur de compréhension. On raconte qu’en 1786, un bienfaiteur anonyme aurait fait don de 10 000 francs pour la construction d’un aqueduc à Nîmes, mais que l’on crut comprendre qu’il aurait voulu affecter cette somme à la création d’un mont-de-piété gratuit. En 1788, sur demande de l’évêque Ballore, le roi autorise l’instauration du mont-de-piété à Nîmes, ville à vocation textile, qui attire une population venue des campagnes pour survivre, population soumise au chômage et au paiement à la journée. Il disparaît en 1789 au moment de la Révolution où l’on pense que plus personne désormais n’aura besoin de charité. C’est l'hospice de Nîmes qui agira en lieu et place du mont-de-piété et, dès 1817, le maire de Nîmes tente de reconstituer l’édifice selon le modèle avignonnais qui a résisté à la Révolution.
Il faudra attendre l’ordonnance royale de Charles X du 6 mars 1828 pour voir se reconstituer le mont-de-piété sur l’emplacement du lycée Daudet (alors hospice général), puis rue Porte-de-France. 
En 1914, la direction de l'établissement se compromet dans une affaire de recel de huit pièces de tapisseries d'Aubusson.
Réalité sociologique, la Caisse évolue avec un cadre législatif plus protecteur, en abandonnant au fil du temps son caractère de secours au profit d’émanations de l'aide sociale institutionnalisée, pour intensifier des services à caractère financier au profit de populations peu ou mal bancarisées. C’est désormais une notion de services qui prévaut dans un établissement dont la vocation sociale est confirmée.
Depuis 1992, la ville de Nîmes est l’actionnaire unique et son maire est président de droit de la Caisse de Crédit municipal. Laissant ses locaux de la rue Alexandre-Ducros au musée des Cultures taurines, la Caisse a aménagé, en 2001, rue Guizot, pour son agence commerciale et possède deux étages de l’immeuble de la Coupole des Halles pour ses services administratifs. Cette phase de modernisation de l’accueil à la clientèle se poursuit depuis.

## Chronologie
1577 Le premier Mont-de-piété fait son apparition en France à Avignon.
6 mars 1828 À la suite d'une ordonnance royale de Charles X, le Mont-de-piété est fondé à Nîmes.
1851 Louis Napoléon Bonaparte réforme les Mont-de-piété et les déclare d’utilité publique. 
24 octobre 1918 les Mont-de-piété deviennent des Caisses de Crédit municipal qui sont habilitées à ouvrir des comptes de dépôts. Cette même année le Crédit municipal de Nîmes étend son rayonnement jusqu’à Tarbes.
1954 Début de l’attribution des prêts aux fonctionnaires.
1966 Création de l’agence de Montpellier.
1976 Création de l’agence de Perpignan.
1984 La loi bancaire reconnaît les Caisses de Crédit municipal comme établissements de crédit.
1988 Création de l’agence de Carcassonne.
1992 Les Caisses de Crédit municipal obtiennent le statut d’établissement public communal et la fonction d’aide sociale avec le maintien des prêts sur gage.
2001 Déménagement du Crédit municipal à la Coupole de Nîmes.
2003 Ouverture du bureau de Béziers.
2004 Création de l’agence de Nîmes Métropole
2006 Création du bureau d’Alès et d'une agence de vente en ligne dite « agence virtuelle »

### Sources
- Les Cahiers d'histoire, Nîmes au XIXe siècle, Georges Mathon.
- Affaire du Mont-de-Pitié de Nîmes.